# Dick Rivers

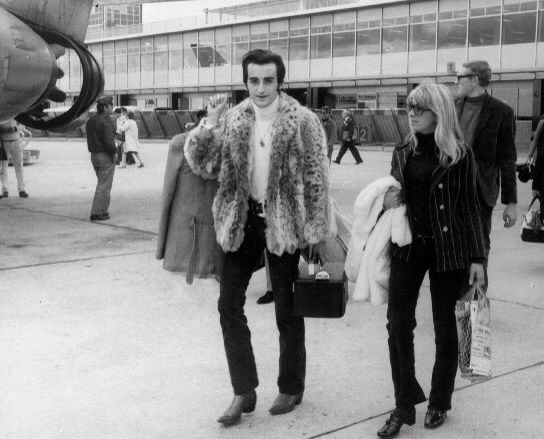
Dick Rivers (1966)

Dick Rivers, eigentlich Hervé Forneri (* 24. April 1945 in Nizza; † 24. April 2019 in Paris), war ein französischer Sänger und Schauspieler. Zusammen mit Johnny Hallyday und Eddy Mitchell gehörte er Anfang der 1960er Jahre zu den ersten Interpreten, die den französischsprachigen Rock ’n’ Roll in ihrem Heimatland populär machten.
Ähnlich wie Mitchell begann er seine Laufbahn als Frontmann einer in Frankreich erfolgreichen Band (Les Chats Sauvages), von der er sich aber frühzeitig trennte, um eine Solokarriere zu verfolgen. Und wie bei Mitchell und Hallyday dauerte seine Karriere bis in sein hohes Alter an.

## Karriere
Der Sohn eines Schlachters begeisterte sich früh für Blues und Rock ’n’ Roll. Gemeinsam mit anderen jungen Männern gründete er 1960 die Band Les Chats Sauvages, die im Mai 1961 ihre erste Single bei Pathé-Marconi veröffentlichte und im Herbst dieses Jahres mit Twist à Saint-Tropez einen Erfolg verzeichnete, der zu ihrem und Forneris Markenzeichen wurde. Der Sänger gab sich in dieser Zeit den Künstlernamen Dick Rivers nach dem Rollennamen, den Elvis Presley im Film Loving you – phonetisch zumindest sehr ähnlich (Deke statt Dick) – getragen hatte. Im September 1962 verließ er die Band und brachte zum Jahresende seine erste Solo-LP (Je suis bien) heraus. In diese Zeit fällt auch sein erster Hitparadenerfolg als Solist mit dem Song Baby John, wenngleich dieser es nicht bis auf die Top-Position brachte. 1964 trat er gemeinsam mit den Beach Boys im Pariser Olympia auf, 1965 nahm er eine seiner meistverkauften Singles (Va t’en, va t’en, die französischsprachige Version des ersten Moody-Blues-Hits Go Now) auf, die in der Hitparade der beliebten Radiosendung Salut les copains auf Europe 1 die Spitzenposition belegte. Privat wurde Dick Rivers im selben Jahr Vater eines Sohnes.

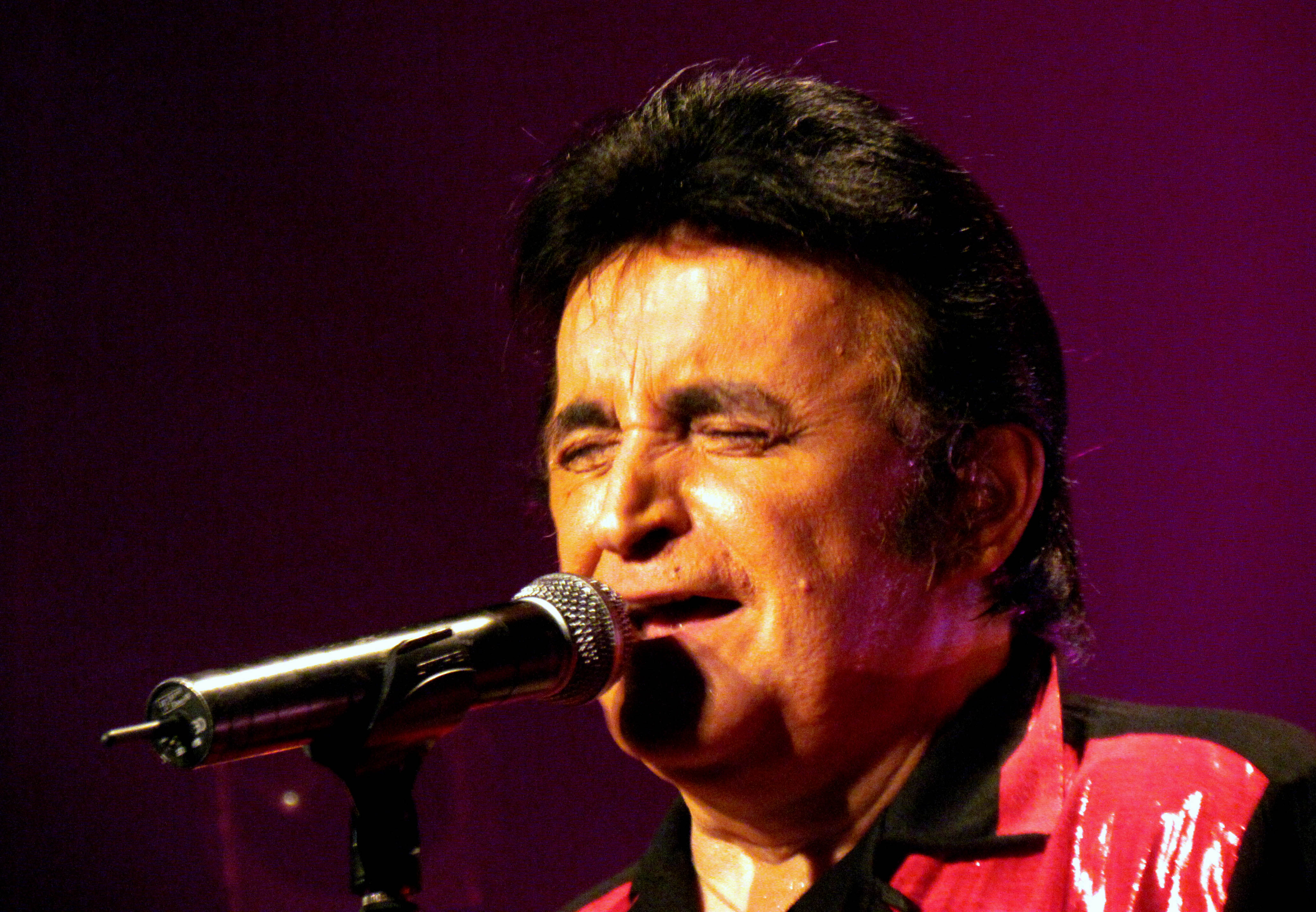
Dick Rivers (2011)

Bis Mitte der 1960er bestand Rivers’ Repertoire in Konzerten wie auf Platte hauptsächlich aus französischen Übersetzungen von Hits US-amerikanischer Interpreten wie Elvis Presley, Carl Perkins, Jerry Lee Lewis oder Roy Orbison, tendierte aber zunehmend auch in Richtung Country, Folk und Blues (Johnny Cash, Bob Dylan, Willie Nelson); mit der LP Mr. Pitiful (1966) wandte er sich zudem dem Soul zu. 1971 nahm er eine LP mit dem programmatischen Titel Dick ’n’ Roll auf, bei der ihn die Band Labyrinthe unterstützte. Deren Erfolg an den Kassen der Schallplattenläden führte im folgenden Jahr zu einer weiteren Platte mit Liedern dieses Genres, betitelt The Rock Machine. Rivers entwickelte sich in den folgenden Jahrzehnten stilistisch hin zum vielseitigen Crooner mit gut verkauften Chansons wie Nice Baie des Anges (eine Hommage an seine Heimatstadt von 1984) oder N’en rajoute pas mignonne (1986), verleugnete seine musikalischen Ursprünge aber nie, wie beispielsweise sein Tributalbum an Buddy Holly aus dem Jahr 1991 (Holly Days In Austin) zeigte.
Während seiner mehr als ein halbes Jahrhundert andauernden Karriere hat Dick Rivers insgesamt über 30 LPs und eine noch größere Zahl an Singles beziehungsweise EPs veröffentlicht und dabei auch immer wieder mit anderen bekannten Musikern zusammengearbeitet, so schon in den 1960ern mit Manu Dibango. Dazu zählten neben anderen Mitte der 1990er Jahre Cock-Robin-Frontmann Peter Kingsbery und Chris Spedding, mit dem er 1995 mehrmals gemeinsam im Bobino aufgetreten war, was auf der LP Authendick festgehalten ist. Er selbst war 2013 als Gast auf der Weepers-Circus-LP Le grand bazar zu hören, und Julien Doré sang im Duett mit Rivers, dem „Rocker mit dem Profil einer Messerklinge“, das Lied Africa (Voodoo Master), in den frühen 1980er Jahren ein Hit von Rose Laurens, auf der 2018 erschienenen CD Vous & moi. Ebenfalls 2018 war er in zahlreichen französischen Städten auf einer Oldie-Revivaltournee (Âge tendre – La tournée des idoles) zu hören.
Dick Rivers starb am Morgen seines 74. Geburtstags an den Folgen einer Krebserkrankung. Die Beisetzung fand auf dem Pariser Cimetière de Montmartre (11. Division) statt.

## Als Schauspieler
1987 hatte Dick Rivers bereits einen Auftritt in der Canal+-Fernsehserie Objectif Nul gehabt. 1999 erhielt er dann seine erste Rolle in einem Kinofilm (La Candide Madame Duff, erschienen 2000), gefolgt von einer weiteren 2003 in Le Furet, beide unter der Regie von Jean-Pierre Mocky. In dieser Zeit konnte man ihn auch in einigen Filmen als französischer Synchronsprecher hören, so als Shir Khan im Dschungelbuch 2, als Zugor in Tarzan 2 und als Fährmann in Arthur und die Minimoys. 2004 versuchte er sich in Jean Genets Drama Les Paravents (Die Wände) auch auf der Bühne des Théâtre national de Chaillot.

## Diskografie (Auswahl)
Alben

| Jahr | Titel                      | Höchstplatzierung, Gesamtwochen, AuszeichnungChartplatzierungen (Jahr, Titel, Platzierungen, Wochen, Auszeichnungen, Anmerkungen) | Höchstplatzierung, Gesamtwochen, AuszeichnungChartplatzierungen (Jahr, Titel, Platzierungen, Wochen, Auszeichnungen, Anmerkungen) | Anmerkungen                                                         |
| Jahr | Titel                      | FR | BEW | Anmerkungen                                                         |
| ---- | -------------------------- | --- | --- | ------------------------------------------------------------------- |
| 2001 | Amoureux de vous!          | FR102 (3 Wo.)FR | — |                                                                     |
| 2006 | Dick Rivers                | FR61 (8 Wo.)FR | — |                                                                     |
| 2008 | L’homme sans âge           | FR61 (4 Wo.)FR | BEW68 (1 Wo.)BEW |                                                                     |
| 2011 | Mister D                   | FR61 (4 Wo.)FR | — |                                                                     |
| 2013 | Gran’ Tour                 | — | BEW156 (1 Wo.)BEW |                                                                     |
| 2014 | Best of des légendes yéyés | — | BEW67 (7 Wo.)BEW | mit Eddy Mitchell, Johnny Hallyday, Sylvie Vartan & Richard Anthony |
| 2014 | Rivers                     | FR80 (2 Wo.)FR | BEW158 (1 Wo.)BEW |                                                                     |
| 2019 | 5/5                        | FR75 (5 Wo.)FR | BEW41 (6 Wo.)BEW |                                                                     |
| 2020 | Rock ’n’ Roll Show         | FR42 (3 Wo.)FR | BEW57 (3 Wo.)BEW | mit Francis Cabrel & les Parses                                     |